# 夏のタイムマシーン
『夏のタイムマシーン』（なつのタイムマシーン）は、小泉今日子のミニ・アルバム扱いのシングル。1988年7月6日にビクター音楽産業からリリースされた。

## 概要
12インチレコードとカセット及び8センチCDでリリースされた（定価は各1200円）。レコードおよびカセット版はA面に「夏のタイムマシーン」、B面に他2曲を収録されている。プロモーション盤は「短篇 夏のタイムマシーン」と称した短縮リミックスで収録された（B面は「快力!ヨーデル娘」）。「短篇 夏のタイムマシーン」は小泉の単独作品としては発売されていないが、″筒美京平ULTRA BEST TRACKS″ シリーズのVICTOR EDITION ″80's GIRLIES POP″（VICL-60193）に収録されている。
「快力!ヨーデル娘」は 三菱電機エアコン「霧ヶ峰」CMソングで、小泉本人も出演した。冷房（れいぼう）とヨーデルの「レイホー」をかけた駄洒落である。ヨーデル歌唱はウイリー沖山。CMで使用された音源は本シングル収録版とは一部の歌詞が異なる。CM版は当時、「霧ヶ峰」の購入者に対する懸賞品として配布されたビデオ『三菱エアキョンビデオ』に収録されている。
「Live On Saturday Night」「快力!ヨーデル娘」は共に、2007年8月発売の『BEAT POP+3』（紙ジャケット仕様）にボーナストラックとして収録された。
「夏のタイムマシーン」は9分を超える長い曲であるため、1988年7月に小泉がフジテレビ系『夜のヒットスタジオ』のマンスリーゲストとして出演した際には、7月6日に1番・2番、翌週13日に3番・4番と2週に分けて歌われた。

## 収録曲
1. 夏のタイムマシーン（9分43秒）
作詞：田口俊 / 作曲：筒美京平 / 編曲：川村栄二
2. Live On Saturday Night（8分08秒）
作詞：田口俊 / 作曲：筒美京平 / 編曲：今剛
3. 快力!ヨーデル娘（2分59秒）
作詞：秋山道男 / 作曲：細野晴臣 / 編曲：戸田誠司

## 1982-2022
2022年2月18日にはデビュー40周年記念のアニバーサリー企画として当時の声と2022年現在の声によるセルフデュエット・バージョンが新たに発表された。コーラスとコーラスアレンジは鈴木祥子、リミックスはGOH HOTODAが務めた。